# Gilberto
Gilberto  è un nome proprio di persona italiano maschile.

## Varianti
- Maschili
  - Alterati: Gilbertino
- Femminili: Gilberta
  - Alterati: Gilbertina

### Varianti in altre lingue
- Germanico: Gisilbert[2], Giselbert[2], Gilbert[2]
- Francese: Gilbert[2]
  - Femminili: Gilberte[2]
- Inglese: Gilbert[2]
  - Ipocoristici: Gil[2], Gib[2]
- Olandese: Gilbert[2]
  - Femminili: Gilberta[2]
- Polacco: Gilbert
- Portoghese: Gilberto[2]
- Spagnolo: Gilberto[2]
- Tedesco: Gilbert[2]

## Origine e diffusione
Deriva dal nome germanico Gisilbert, composto da gisil (o gisal), ("pegno", "ostaggio", da cui anche Gisella e Gisleno) e bertha (o beorht, o beraht), "famoso", "illustre", "brillante", e significa quindi "nobile ostaggio" o "nobile promessa". Alcune fonti interpretano il primo elemento come "freccia", dandogli il significato complessivo di "famoso lanciatore di frecce".
Il nome Gisberto potrebbe essere una variante di Gilberto, mentre il diminutivo inglese Gil può anche avere altre origini.
In Italia la sua diffusione iniziò tramite due tradizioni diverse: la prima longobardica, nella variante Ghisalberto (ormai rimasta in uso solo nel cognome Ghisalberti) e la seconda francone, tramite il francese antico Gilbert; è inoltre possibile un'origine del nome dal francese antico Guillebert, a sua volta dal germanico Williberht (l'italiano Viliberto).
Uno studio del 1980 ne rileva la diffusione in Italia principalmente al nord e in Toscana, mentre le forme Giliberto e Ciliberto risultano tipiche della Campania.
Venne introdotto in Inghilterra dai normanni, e ivi divenne comune nel Medioevo; nel 1400 il nome, specialmente nella forma abbreviata Gib, era un termine usato comunemente per riferirsi a un gatto maschio.

## Onomastico
L'onomastico si festeggia generalmente in memoria di san Gilberto di Sempringham, sacerdote inglese, fondatore dell'Ordine Gilbertino, commemorato il 4 febbraio. Sono comunque numerosi i santi che portano questo nome e tra gli altri si ricordano, alle date seguenti:
- 4 febbraio, san Gilberto di Limerick († 1143), vescovo irlandese di Limerick[7]
- 13 febbraio, san Gilberto di Meaux († 1009), vescovo di Meaux[7]
- 1º aprile, san Gilberto di Caithness († 1245), vescovo a Dormoch (Scozia)[7]
- 6 giugno, san Gilberto († 1152), eremita e poi abate a Neuffontains[7]
- 21 agosto, san Gilberto († 1185), abate benedettino a Valenciennes
- 7 settembre, san Gilberto di Hexam († 789), vescovo benedettino ad Hexham
- 17 ottobre, beato Gilberto di Citeaux († 1168), abate di Citeaux dal 1163 alla morte[7]

## Persone

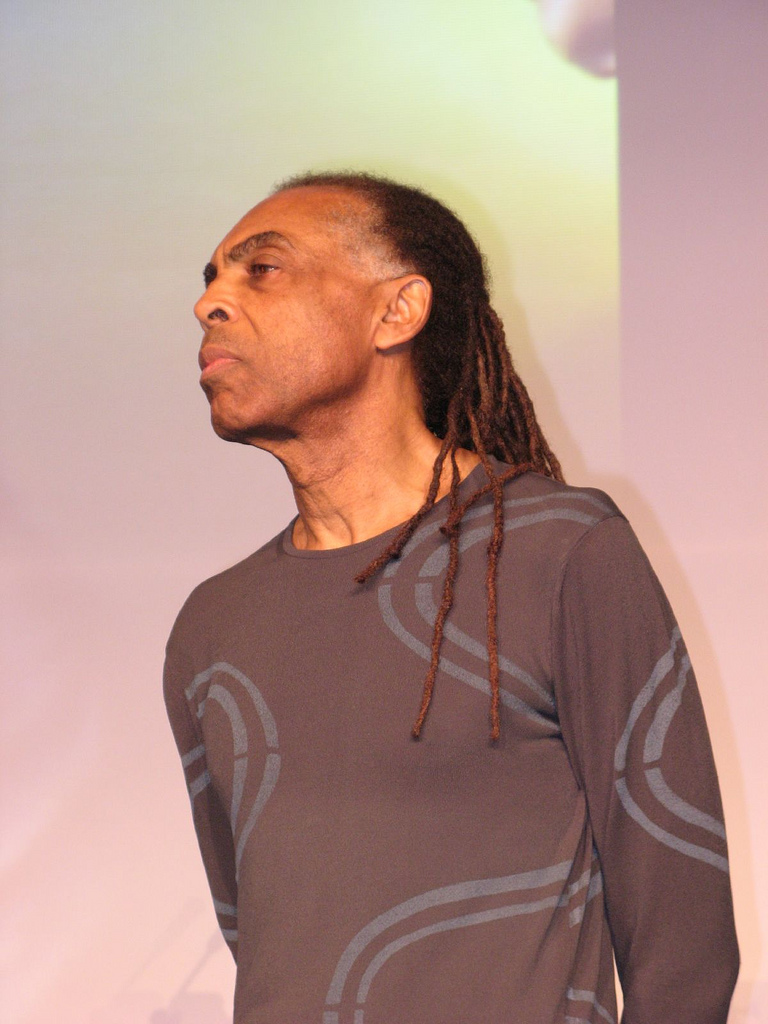
Gilberto Gil

- Gilberto di Borgogna o di Châlon, duca di Borgogna
- Gilberto di Sempringham, religioso e santo britannico
- Gilberto di Siria, settimo Gran Maestro dell'Ordine dei Cavalieri Ospitalieri
- Gilberto Agustoni, cardinale e arcivescovo cattolico svizzero
- Gilberto de Godoy, pallavolista brasiliano
- Gilberto Freyre, scrittore, pittore e sociologo brasiliano
- Gilberto Gil, musicista brasiliano
- Gilberto Govi, attore italiano
- Gilberto Mazzi, cantante e attore italiano
- Gilberto Porretano, logico, teologo e vescovo cattolico francese
- Gilberto Silva, calciatore brasiliano
- Gilberto Simoni, ciclista su strada e biker italiano

### Variante Gilbert

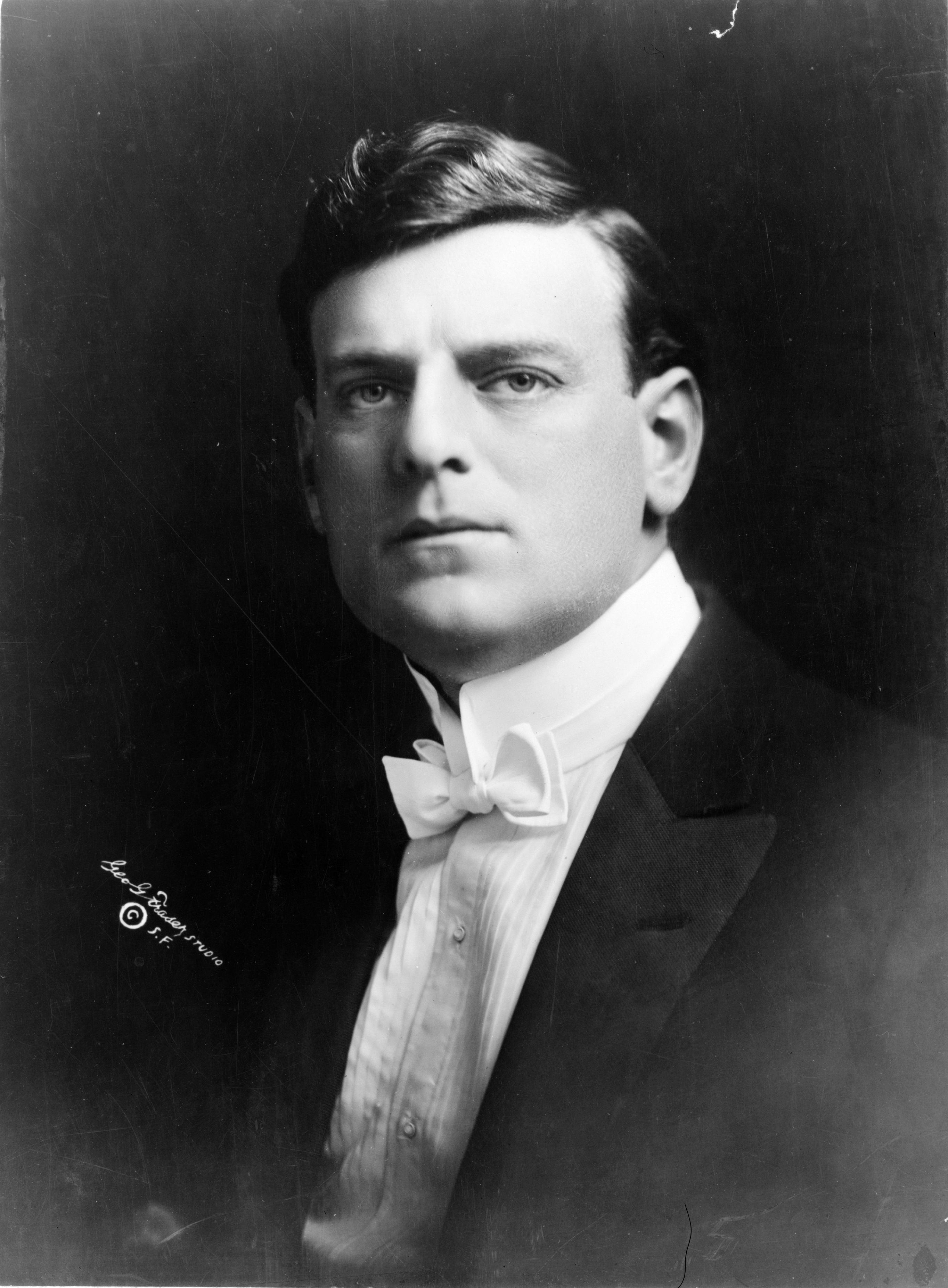
Gilbert M. Anderson

- Gilbert M. Anderson, attore, sceneggiatore, regista e produttore cinematografico statunitense
- Gilbert Arenas, cestista statunitense
- Gilbert Bécaud, cantante e compositore francese
- Gilbert Keith Chesterton, scrittore, giornalista e aforista britannico
- Gilbert du Motier de La Fayette, generale e politico francese
- Gilbert Duprez, tenore, compositore e maestro di canto francese
- Gilbert Elliot-Murray-Kynynmound, IV conte di Minto, militare britannico
- Gilbert Emery, attore e sceneggiatore statunitense
- Gilbert Gress, calciatore e allenatore di calcio francese
- Gilbert Lewis, chimico statunitense
- Gilbert Roland, attore messicano naturalizzato statunitense
- Gilbert Ryle, filosofo britannico

## Il nome nelle arti
- Gilberto de Pippis è un personaggio Disney, il nipote del più famoso Pippo.